# جشنواره برف ساپورو
جشنواره برف در ساپورو (به ژاپنی: さっぽろ雪まつり, Sapporo Yuki-matsuri) جشنواره ای است که هر سال بیش از هفت روز در ماه فوریه در ساپورو، هوکایدو، ژاپن برگزار می‌شود. پارک‌های پارک اودوری، پارک سوسوکینو و پارک تسودومه مکان‌های اصلی این جشنواره هستند.
در سال ۲۰۰۷ (پنجاه و هفتمین جشنواره)، حدود دو میلیون نفر از ساپورو دیدن کردند تا صدها مجسمه برفی و مجسمه‌های یخی را در پارک اودوری و دیگر پارک‌ها مشاهده کنند.مسابقه بین‌المللی مجسمه‌سازی برف از سال ۱۹۷۴ در محل پارک اودوری برگزار می‌شود و ۱۴ تیم از مناطق مختلف جهان در سال ۲۰۰۸ شرکت کردند.
در سال ۲۰۰۷، ۳۰۷ مجسمه در پارک اودوری، ۳۲ در سایت ساتولند و ۱۰۰ مجسمه در پارک سوسوکینو ایجاد شد. از برج تلویزیون واقع در سایت پارک اودوری می‌توان نمای خوبی از خلاقیت‌های بکار رفته در مجسمه‌های برفی داشت.
یکی از استان‌های ژاپن که زمستان‌ها برف سنگینی دارد استان هوکایدو در شمال این کشور است. در شهر ساپورو که مرکز این استان است از روز پنجم فوریه مقدمات برگزاری جشنواره برف آماده می‌شود. این جشنواره زمستانی از سال ۱۹۵۰ میلادی آغاز شده و همه ساله برگزار می‌شود. هر ساله بیشتر از ۱۵۰ مجسمه برفی درست می‌شود و به نمایش عموم گذاشته می‌شود. روی بعضی از این مجسمه‌ها را چراغانی می‌کنند که در شب دیدنی تر از روز می‌شود. ارتفاع بعضی از این اشکال برفی از ۱۵ متر هم بیشتر است.
چون مجسمه‌های برفی سفید رنگ هستند با روشن شدن لامپ‌های رنگارنگ که روی آنها کشیده می‌شود بسیار دیدنی می‌شوند. یکی از محل‌های برگزاری این مراسم پارک اودوری است. در محل برگزاری مراسم بعضی از مردم منطقه با ساز و آواز مشغول می‌شوند. در هوای سرد شهر ساپورو در کنار مجسمه‌های برفی بعضی از مردم بومی محصولات منطقه را در دکه‌هایی عرضه می‌کنند در این مراسم ذرت بریان شده (بلای) و سیب زمینی شیرین پخته شده نیز فروخته می‌شود که خریداران زیادی دارد.
به جز شهر ساپورو در سایر قسمت‌های استان هوکایدو نیز جشنواره برف برگزار می‌شود اما جشنواره ساپورو مشهورترین آنهاست.

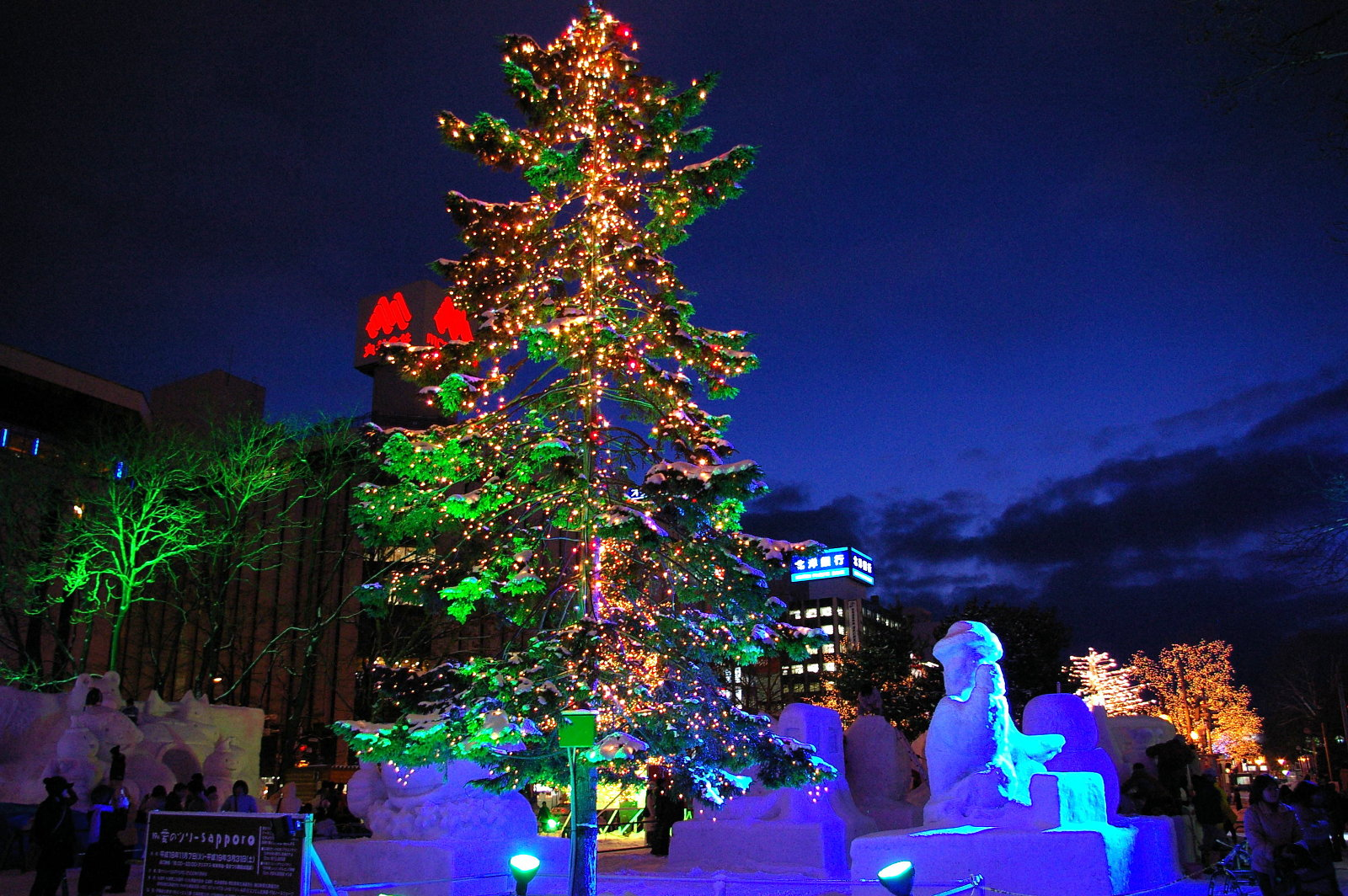

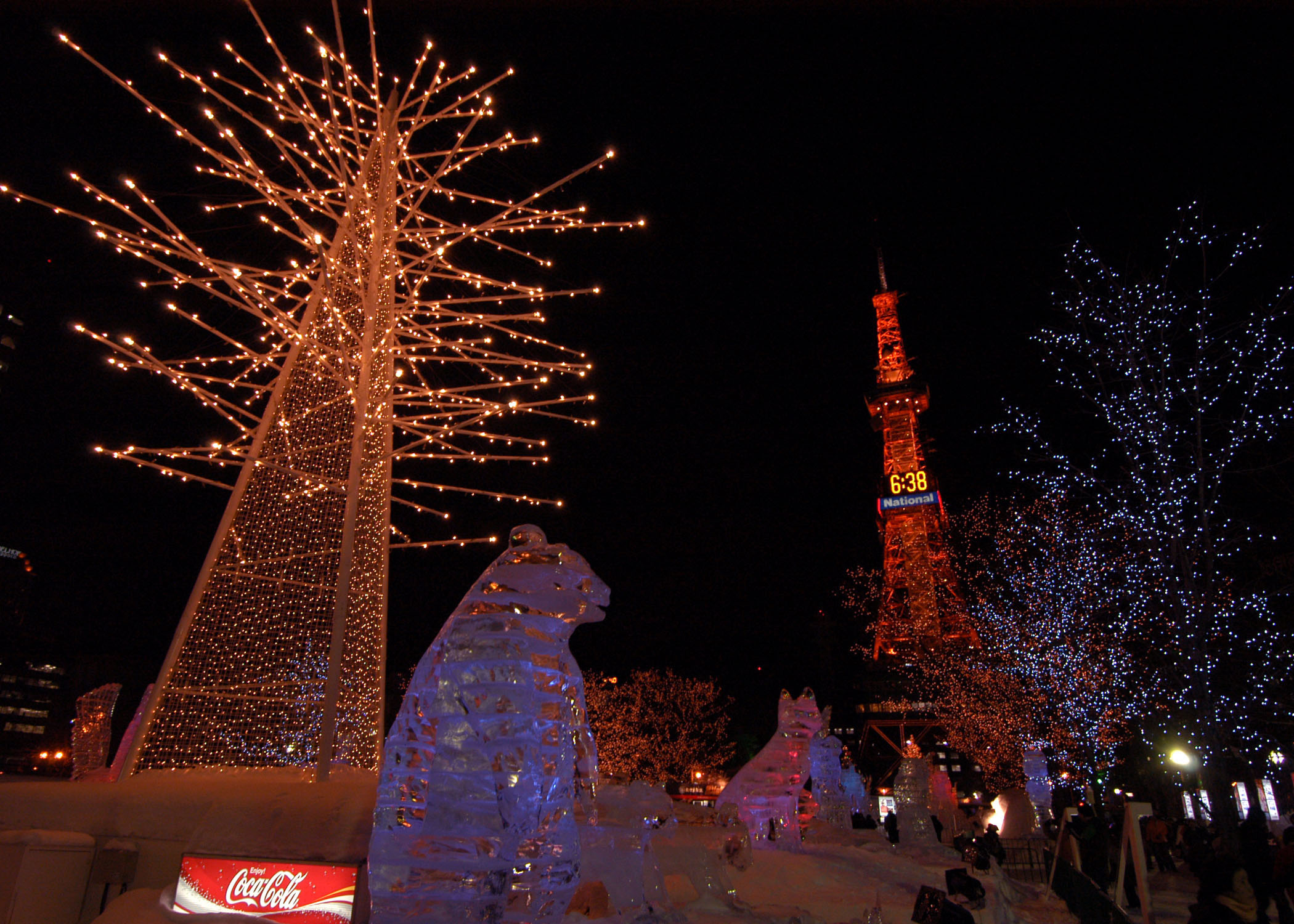

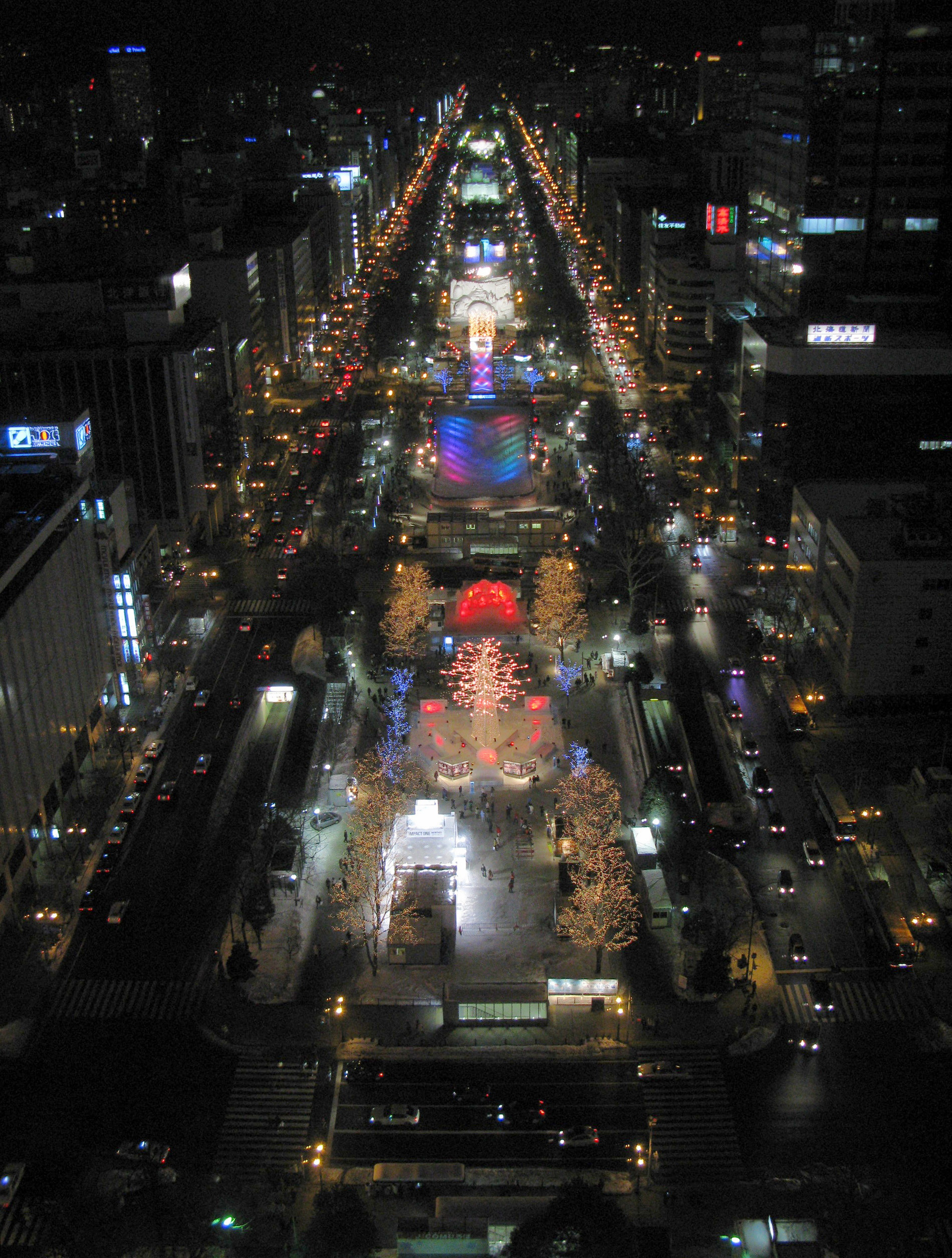